# Døvnælde
Døvnælde (Lamium album) er en 20-70 cm høj urt, der vokser i vejkanter og ved bebyggelse. Arten har en tendens til at danne større, sluttede bevoksninger.

## Beskrivelse
Døvnælde er en flerårig urt med en opstigende til opret vækst. Stænglerne er firkantede og dækket af bløde hår. Bladene sidder korsvis modsat, og de er ægformede eller måske hjerteformede med savtakket rand. Over- og underside er ensartet græsgrøn, og begge sider er også beklædt med bløde hår. Blomstringen sker i maj-august, hvor man ser blomsterne sidde i små stande (næsten kranse) ved bladhjørnerne. De enkelte blomster er uregelmæssige med hvide kronblade og en kraftig overlæbe og en smal spids på underlæben. Frugterne er 4-delte spaltefrugter med nødagtige delfrugter.
Rodnettet består af krybende jordstængler, der sender overjordiske skud til vejrs, og som bærer de trævlede rødder.
Højde x bredde og årlig tilvækst: 0,50 x 0,15 m (50 x 15 cm/år), heri dog ikke medregnet skud fra jordstænglerne.

## Voksested
Arten er udbredt i Asien (til og med Himalayas sydlige skråninger) og Europa, herunder Danmark, hvor den er almindelig over det meste af landet. Den foretrækker lysåbne eller letskyggede voksesteder som vejkanter, skovbryn, lysninger, grøftekanter, overdrev og ved bebyggelser. Alle steder, hvor jorden er næringsrig.
På et græsningsområde vest for Århus (Årslev Engsø) vokser den sammen med bl.a. bidende ranunkel, engforglemmigej, engrævehale, fløjlsgræs, håret star, krybhvene, kærdueurt, lav ranunkel, lysesiv, lodden dueurt, mosebunke, rødkløver, skovhanekro, snerlepileurt, sumpevighedsblomst, tiggerranunkel, tudsesiv og vandpileurt

## Galleri
|  |  |  |
|  |  |  |

| Portal | Portal:Botanik |

## Note
1. ↑  www.nm.aaa.dk: Århus Amt: Vegetationsundersøgelse i forbindelse med etableringen af Årslev Engsø